# Sh2-215
Sh2-215 est une petite nébuleuse en émission visible dans la constellation de Persée.
Elle est située dans la partie orientale de la constellation, à environ 3 ° est-nord-est de l'étoile ε Persei. La période la plus appropriée pour son observation dans le ciel du soir tombe entre les mois de septembre et février et elle est considérablement facilitée pour les observateurs situés dans les régions de l'hémisphère boréal, où elle se produit circumpolaire jusqu'aux régions tempérées chaudes.
C'est une très petite région HII, située sur le bras d'Orion à une distance d'environ 200 pc (∼652 al). Cela indique qu'il s'agit de l'une des nébuleuses à gaz ionisé les plus proches du système solaire. Malgré cela, elle a fait l'objet de très peu d'études. Physiquement, elle est située à quelques parsecs de Sh2-214 voisin et tous deux sont situés à environ 30 pc (∼97,8 al) de l'étoile brillante ε Persei, qui fait partie de la grande association stellaire Perseus OB3. Dans le catalogue Avedisova, Sh2-215 est associé à l'étoile HD 276164, de classe spectrale M5,.